# Петергофський десант
Петергофський десант здійснювався силами Балтійського флоту в часі з 5 по 7 жовтня 1941 року в часі проведення Стрєльнинсько-Петергофської операції. Практично весь особовий склад десанту загинув, вижило лише декілька осіб.

## План десантної операції та підготовка до неї
1 жовтня 1941 року командуючий Ленінградським фронтом Георгій Жуков наказує командиру Балтійського флоту віце-адміралу Володимиру Трибуцу здійснити висадження десанту на узбережжі й цим допомогти 8-й та 42-й армії сполучитися на узбережжі Фінської затоки. Завданням десанту було відволікти на себе сили противника, вибити німецькі сили з Петергофа та розвинути наступ назустріч частинам 8-ї армії, котра, свою чергою, мала наступати від Оранієнбаума. Сам наказ Жуковим був підписаний 2 жовтня, заваданням десанту було висадитися в околицях палацу Монплезір у Петергофі, планована артилерійська підготовка була ним особисто відмінена — «для забезпечення прихованості висадки десанту». Наказ підписали віце-адмірал Трибуц, дивізійний комісар Н. К. Смирнов та начальник штабу віце-адмірал Ю. Ф. Ралль.
Для десантування в Петергоф спішно формуються 5 зведених рот чисельністю 510 бійців — 477 моряків та 43 бійці із розвідувального взводу штабу флоту; на озброєнні десант мав 314 гвинтівок, 40 кулеметів та 20 мінометів, командиром десанту призначено полковника А. Т. Ворожилова (начальник електромеханічної школи), комісаром — А. Ф. Петрухіна (часом зустрічається числельність десанту до 1000 осіб). Головну частину десанту становили моряки з крейсера «Кіров», лінкорів «Жовтнева революція», «Марат» — 40 осіб, 10 моряків з крейсера «Аврори», інструктори навчального загону та курсанти навчального загону флоту та морського училища політскладу.
До підсилення десанту відносилися 71 літак — 39 винищувачів, 24 розвідники та 8 бомбардувальників, з берегової артилерії — 48 гармат калібру 100—305 мм.
Терміново створені роти не володіли тактикою бою на суші, не була відпрацьована взаємодія, не вистачало озброєння, через нестачу часу навчальних занять не відбулося, піхотної форми не отримано, десант йшов до бою в чорному флотському обмундируванні. Підготовка десанту тривала з 1 по 4 жовтня — відповідно до наказу Георгія Жукова.

## Десантні дії
До загону висадки було включено 20 катерів зразка «КМ», 5 катерів «малий мисливець», 1 артилерійський катер та 12 букованих шлюпок загоном керував капітан 2-го рангу І. Г. Святов, до загону вогневої підтримки — 2 тральщики та 1 артилерійський катер, у демонстраційному загоні — 5 катерів «КМ», 1 «малий мисливець» та сторожовий корабель «Корал».
На світанку 5 жовтня почалося висадження десанту — біля пристані палацу Монплезір в петергофських Нижньому парку та Александрії, катери буксирували шлюпки з десантом, частина бійців висаджувалася з катерів. Висадження відбулося без обстрілу, моряки змогли зняти німецьку охорону; запеклий бій почався відразу після висадки, в перших хвилинах бою убитий командир загону Ворожилов, управління загоном порушене; 1 катер при висадці був потоплений, ще 1 пропав безвісти, загинуло 8 членів екіпажу та 3 поранено.
В ході бою десантники прориваються до Петергофського палацово-паркового ансамблю та займають Ермітаж — тут комісар Первухін вирішив обладнати командний пункт. Десантникам вдалося з'єднатися із групою бійців лейтенанта П. Е. Кірейцева — зі складу морського батальйону, що формувався в Великій Іжорі зі складу 10-ї стрілецької дивізії 8-ї армії, бійці пробилися від Оранієнбаумського плацдарму. Проте в швидкому часі опиняються відрізаними від берега, в парку бій тривав 2 доби — 7 жовтня нацистські сили придушили останній опір.
Вранці 5 жовтня до місця висадки перекинуто легкі танки, 2 з них десантники підбили, решта відійшли; кілька німецьких атак від фонтанів «Самсон» десантники відбили. За сутінків бійці змогли відбити німецький автомобіль з гучномовцями, перебивши охорону, через які лунали до них заклики здатися, зачитали нацистам відповідь з матюками, по цьому автомобіля знищили.
З Кронштадту артилерія вела вогонь на підтримку десанту, однак, оскільки дані від десанту не надходили — обстріл вівся по квадратах; практичного значення такий обстріл не мав; підтримка авіації була відсутньою як така. Не було у десантників і протитанкових засобів; за всіх перелічених обставин десант практично не мав шансів на виживання, однак керівництвом флоту не здійснювалися ніякі заходи щодо підкріплення, довезення набоїв чи зняття десанту з берега.
Не було зв'язку із штабом Балтійського флоту у десантників — не надіслано ні однієї радіограми, хоча в складі загону було 5 радистів (в інших джерелах — 2, і обидва загинули в першому бою). Ранком 6 жовтня на розвідку вилетіло 3 літаки І-16 та 3 І-153, котрі шукали десант в районі Петергоф — Луїзино — Мар'їно — Просвєщеніє, виявили тільки кілька трупів на березі Петергофського парку та групу з близько 15 осіб, що рухалися від Петергофа до Оранієнбаума.
У ніч на 6 жовтня командуючий флотом висилає до місця, де висадився десант, групу катерів, котрі підлягли потужному обстрілу, 1 катер отримав велику пробоїну та затонув. Іще через кілька годин артилерійський катер висаджує групу розвідників із рацією, назад група не повернулася, радіоповідомлень від неї не надходило.
7 жовтня для зв'язку із десантом авіацією скидаються 2 ящики із поштовими голубами — потрапили в розташування 8-ї армії за кілька кілометрів від місця висадки десанту, та скерована група бронекатерів, була зустрінута ворожим вогнем та не змогла підійти до берега.

Німецьке фото після бою

У наступні дні керівництво флоту до місця висадки направляло одну за другою кілька розвідувальних груп — загалом 20 — 11 від Оранієнбаума, 9 — морем від Кронштадта, повернулося 4 групи, близько половини особового складу яких також загинула та пропала безвісти.
Практично Петергофський десант є однією з найпровальніших десантних операцій; катерами Балтійського флоту був врятований лише один поранений моряк — Борис Шитиков (він з групою бійців намагався пробратися руслом Самсонівського каналу, однак вибрався тільки він); кілька бійців з важкими пораненнями у несвідомому стані були полонені. Багато моряків загинули в рукопашному бою; для пошуку та знищення останніх червоноармійців нацисти запустили до Нижнього парку кілька десятків вівчарок, багато поранених бійців загризли собаки.

## Замовчування десанту та пам'ять про нього
У радянські часи до кінця 1970-х років про трагічну долю десанту було лише кілька невеликих згадок у мемуарах, вийшла одна книга — «Живі, співайте про нас!», Леніздат, 1969, в 1972 — доповнене видання. Дослідження проводили В. Б. Азаров та А. Г. Зіначов, однак згодом книга була заборонена та вилучена з бібліотек.

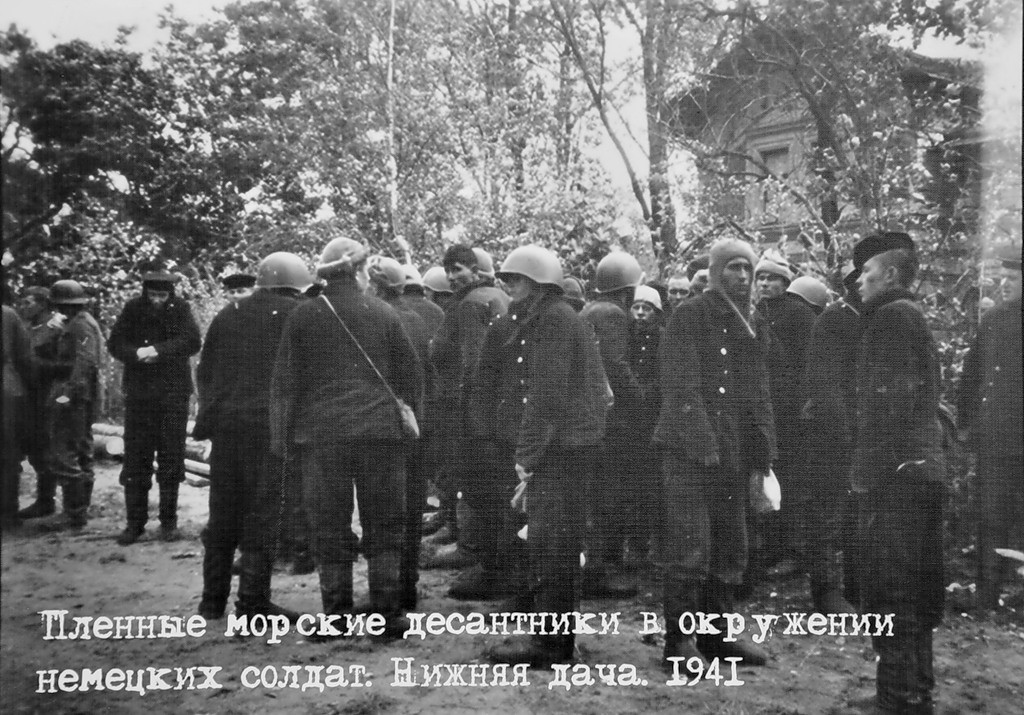
Радянські полонені, Нижня дача, 1941.

1980 року у Петергофі встановлено пам'ятник десантникам у Нижньому парку та пам'ятна дошка на будові Великого палацу.
Початком 1990-х років починають проводитися щорічні церемонії за участі флоту 5 жовтня — у день висадки десанту. У Петергофі на їх честь названа вулиця.
У Кронштадті у 2010 році на Тулонській алеї, біля Яхтової площі, відкрито сквер зі скульптурною композицією «Петергофський десант».